# Клертон (Пенсільванія)
Клертон (англ. Clairton) — місто (англ. city) в США, в окрузі Аллегені штату Пенсільванія. Населення — 6181 особа (2020).

## Географія
Клертон розташований за координатами 40°17′51″ пн. ш. 79°53′9″ зх. д. / 40.29750° пн. ш. 79.88583° зх. д. (40.297562, -79.885920).  За даними Бюро перепису населення США в 2010 році місто мало площу 7,82 км², з яких 7,22 км² — суходіл та 0,60 км² — водойми.

## Демографія
Згідно з переписом 2010 року, у місті мешкало 6796 осіб у 3127 домогосподарствах у складі 1761 родини. Густота населення становила 869 осіб/км².  Було 3889 помешкань (497/км²).
Расовий склад населення:
| - 58,5 % — білих - 37,6 % — чорних або афроамериканців - 0,3 % — азіатів - 0,1 % — корінних американців |

До двох чи більше рас належало 3,1 %. Частка іспаномовних становила 1,6 % від усіх жителів.
За віковим діапазоном населення розподілялося таким чином: 20,7 % — особи молодші 18 років, 61,2 % — особи у віці 18—64 років, 18,1 % — особи у віці 65 років та старші. Медіана віку мешканця становила 42,6 року. На 100 осіб жіночої статі у місті припадало 83,5 чоловіків;  на 100 жінок у віці від 18 років та старших — 78,3 чоловіків також старших 18 років.
Середній дохід на одне домашнє господарство  становив 42 487 доларів США (медіана — 30 207), а середній дохід на одну сім'ю — 56 572 долари (медіана — 43 727). Медіана доходів становила 37 892 долари для чоловіків та 27 120 доларів для жінок. За межею бідності перебувало 28,6 % осіб, у тому числі 38,3 % дітей у віці до 18 років та 13,8 % осіб у віці 65 років та старших.
Цивільне працевлаштоване населення становило 2993 особи. Основні галузі зайнятості: освіта, охорона здоров'я та соціальна допомога — 26,8 %, мистецтво, розваги та відпочинок — 17,1 %, роздрібна торгівля — 13,4 %, виробництво — 11,2 %.